# Siete Orejas
El volcà Siete Orejas (mam: Wuq Xinkan) és un estratovolcà de Guatemala situat dins del departament de Quetzaltenango, als municipis de Quetzaltenango, Concepción Chiquirichapa, La Esperanza i San Martín Sacatepéquez. Es troba a la Sierra Madre de Chiapas.

## Geografia
El volcà té 7 pics, disposats al voltant d'un gran cràter del qual sembla que el costat sud s'ha esfondrat. Els pics més alts es troben al costat nord-oest i tenen una altitud de 3.370 m i 3.157 m.
L'estructura volcànica en forma d'U s'obre cap al sud, cap al vessant costaner, creant zones climàtiques fredes i temperades dins d'una àrea relativament petita. Dins del volcà hi ha fonts termals, així com les capçaleres del riu Ocosito, que desemboca a l'oceà Pacífic.

## Importància ecològica
El volcà forma part de la Sierra Madre, i alberga una abundància d'espècies endèmiques com l'avet guatemalenc o «Pinabete» (Abies guatemalensis), una espècie en perill d'extinció, i forma part integral d'un dels corredors biològics contigus més grans del sud-oest de Guatemala. Les espècies d'aus inclouen la bosquerola rosada, el lluer de capell, el guan d'altiplà, la merla collrojada, l'esparver ventreblanc i el cargolet cella-rogenc.

## Importància cultural
La carena del volcà alberga més de 18 altars cerimonials maies, la majoria dels quals encara són utilitzats activament pels sacerdots maies locals. El nom Siete Orejas prové del nom local en llengua mam: Wuq Xinkan. Segons els habitants locals, aquest nom prové d'una llegenda sobre una gran roca en un dels pics.

## Lleure
En dies clars, la carena del volcà ofereix àmplies vistes de la zona circumdant, des de la ciutat de Quetzaltenango fins a San Marcos i el vessant costaner, incloent-hi vistes dels volcans Santa María, Santiaguito, Tajumulco i Tacaná. El 2009, el municipi de Concepción Chiquirichapa va fundar el Parc Ecològic Regional «Cacique Dormido», que ofereix senderisme, acampada, observació d'aus i visites culturals al volcà. 

## Galeria
- Vista des de la carena cap avall cap a l'antic con volcànic, amb el pic del volcà Santa María al fons
- Siete Orejas vist des del nord-est
- Animació 3D de la vista dels volcans Siete Orejas i Santa María